# GlobalView
GlobalView is een grafische werkomgeving van Xerox, die eind jaren 80 werd uitgebracht als opvolger van ViewPoint, de software van de Xerox Star. GlobalView had een balk bovenaan het scherm, die onder andere de vrije ruimte op de schijf en systeemmeldingen toonde, bureaublad en zogeheten client-side decorations, waardoor titelbalken over extra functionaliteit beschikten. Het meegeleverde softwarepakket bestond uit een tekstverwerker, desktoppublishing-, rekenblad-, databank- en e-mailprogramma.

## Geschiedenis
GlobalView werd ontwikkeld op Xerox PARC om software die oorspronkelijk gemaakt was voor de Xerox Alto, Xerox Star en Xerox Daybreak te kunnen draaien op werkstations van Sun Microsystems en IBM-pc's. In eerste instantie was tevens een insteekkaart met extra processor vereist, waarna de emulatie begon. Door de benodigde rekenkracht en hoge kosten die hiermee gepaard gingen, vielen de verkopen tegen: alleen bedrijven met oude Xerox-computers die achterwaartse compatibiliteit wilden schaften GlobalView aan. Later verscheen nog een versie met alleen software-emulatie voor Microsoft Windows, waarvoor geen insteekkaart vereist was, maar het mocht niet meer baten. De ontwikkeling werd na versie 2.1 gestaakt.

## Functionaliteit
Om in te loggen in GlobalView, is een Xerox-netwerkserver of netwerkkaart met DOS-modus vereist. Indien er een Xerox-server is aangetroffen, komt de gebruiker op het door de server aangeleverde bureaublad terecht. Is dat niet het geval, dan wordt een lokale sessie gestart. GlobalView werkt grotendeels hetzelfde als het oude ViewPoint-systeem, maar heeft wel enkele extra functies, zoals ondersteuning voor kleurenschermen en toegang tot pc-schijven. Ook wordt gebruikgemaakt van client-side decorations.

### Software
Het meegeleverde softwarepakket bestond uit een tekstverwerker, desktoppublishing-, rekenblad-, databank- en e-mailprogramma. De tekstverwerker, GV Write, had - in tegenstelling tot de oude versie op ViewPoint - ondersteuning voor aanpasbare tekstgroottes, uitgebreide taalondersteuning en een functie om rasterafbeeldingen en objecten in te voegen. GV Draw, het tekenprogramma, had extra functionaliteit in de vorm van uitvouwbare keuzemenu's onderaan het scherm. Sommige programma's pastten hun titelbalkachtergrond aan aan die van het pictogram.